# Où êtes-vous donc?
Où êtes-vous donc? est un film de Gilles Groulx produit en 1969. 

## Synopsis
Film très personnel dans le répertoire de Gilles Groulx où il utilise un langage cinématographique nouveau : sous-titres, citations, voix hors champ, publicités, récitation en chœur et toute une panoplie de sons et bruits assourdissant le Québec et la terre entière. Critique face à l’évolution des Québécois, à travers trois principaux personnages, il illustre leurs désirs, brosse un portrait de leurs  problèmes et de leur condition. Les trois personnages métaphorisent les choix qui s’offrent aux québécois. Un seul résiste  à la société de consommation nord-américaine et souhaite demeurer lui-même. Il cherche à convaincre les autres de ne pas poursuivre dans la voix où ils se sont engagés. 

## Fiche technique
- Réalisation : Gilles Groulx
- Production : Guy L. Coté
- Scénario : Gilles Groulx
- Cinématographie : Thomas Vamos
- Montage : Gilles Groulx
- Son : Claude Pelletier

## Distribution
- Jean-Claude Bernard (Christian)
- Georges Dor
- Danielle Jourdan
- Claudine Monfette
- Stéphane Venne